# Serieåret 2000

## Händelser

### Okänt datum
- Hälge, ny serietidning från Egmont, startas i Sverige.[1]

## Pristagare
- Adamsonstatyetten: Alan Moore, Monica Hellström
- Unghunden: Bokfabriken
- Urhunden för svenskt album: "Rocky" av Martin Kellerman
- Urhunden för översatt album: "Pappas Flicka" av Debbie Drechsler (USA)

## Utgivning
- Blacksad
- Dragon Ball 1-9
- Kalle Anka & c:o: den kompletta årgången 1950, vol. 1
- Kalle Anka & c:o: den kompletta årgången 1950, vol. 2
- Kalle Anka & c:o Maxi
- Kalle Anka och hans vänner önskar god jul
- Kalle Ankas Pocket #241-253
- Mangan Sailor Moon ges ut i tre nummer (serietidning, baserad på stillbilder från TV).
- Det femte numret av mangan Pokémon, som baserades på stillbilder från film och utdelades som reklam, publiceras.

### Album
- Eva & Adam - Fotboll, bugg och snedteg[2].
- Flickan som inte skrattade (Ratata)[3]
- Profeten (Lucky Luke)[4]
- Bêtisier, vol. 5 (Ratata)[3]

## Avlidna
- 6 januari - Don Martin, 68, amerikansk serieskapare.
- 12 februari - Charles M. Schulz, 77, serietecknare från USA.
- 12 augusti - Staffan Lindén, 74, svensk skämttecknare, bokillustratör, författare, lärare.
- 25 augusti - Carl Barks, 99, amerikansk serietecknare

### Fotnoter
1. ↑  ”Swecomics”. Arkiverad från originalet den 7 augusti 2007. https://web.archive.org/web/20070807085938/http://hem.passagen.se/pasjogr/serier7.htm. Läst 10 mars 2011.
2. ↑  Seriesamlarna
3. 1 2  ”Lucky Luke på svenska”. Arkiverad från originalet den 25 maj 2012. https://archive.is/20120525100929/http://www.visit.se/~dampgrodan/album_Ratas.html. Läst 12 mars 2011.
4. ↑  ”Lucky Luke på svenska”. Arkiverad från originalet den 11 november 2014. https://web.archive.org/web/20141111004811/http://www.visit.se/~dampgrodan/album_kronolog.html. Läst 12 mars 2011.